# Madonna Litta
Madona Litta és una pintura atribuïda per molts investigadors al pintor renaixentista italià Leonardo da Vinci. Es va executar al tremp sobre taula, havent-se transferit posteriorment a tela. Mesura 42 centímetres d'alt i 33 centímetres d'ample. Pertany als període dels anys 1490-1491. Es conserva al Museu de l'Ermitage de Sant Petersburg, a Rússia.

## Història
Es tracta d'una Mare de Déu amb l'Infant. Leonardo va haver de pintar aquesta Mare de Déu en els anys 1480, estant a Milà, al servei dels Visconti.
Hi ha nombroses rèpliques de l'obra realitzades per altres pintors renaixentistes. Es conserva un esbós preliminar del cap de la Mare de Déu, realitzat per Leonardo, al Louvre. L'estranya postura de l'Infant, però, ha portat a alguns autors a atribuir parts de la pintura Boltraffio, alumne de Leonardo. Altres claus que contribueixen al fet que Leonardo va fer que algun dels seus alumnes completés l'obra inclouen els marcats perfils de la Verge i el Nen, així com el paisatge vulgar.
En anys recents, sobre la base d'una comparació estilística, alguns crítics, entre els quals es troben Carlo Pedretti, David A. Brown, Maria T. Fiorio i P. C. Marani, consideren que aquesta obra és producte del pinzell de Giovanni Antonio Boltraffio, fet que no fa disminuir l'enorme valor d'aquesta obra.
A finals del segle xvi va pertànyer a Pirros Visconti Borromeo, que la va conservar en el Ninfeu de Lainate. Després va passar als Litta per via hereditària. El 1865, Alexandre II de Rússia la va adquirir al Comte Litta, llavors ministre a Sant Petersburg, i la va dipositar al Museu de l'Hermitage, on s'ha exposat fins al dia d'avui. La pintura apareix breument a la pel·lícula de 2006 El Codi da Vinci.

## Anàlisi
Es tracta d'una Mare de Déu de la Llet, en què apareix Maria donant el pit al seu fill. Ella es troba de perfil, amb els cabells recollits en un vel de gasa i pedreria. Vesteix un mantell blau en harmonia amb el color del cel que es veu a través de les finestres simètriques del fons. Aquesta utilització del color blau posa en evidència una funció simbòlica: la Mare de Déu com a mediadora entre el cel i la terra.
L'Infant sosté en la seva mà esquerra un petit ocell. Amb l'altra cobreix el pit de la seva mare, el que contribueix a fer que l'escena respecti el decòrum.